# Andula vyhrála
Andula vyhrála je česká filmová komedie z roku 1938, kterou podle stejnojmenné knihy Olgy Scheinpflugové natočil režisér Miroslav Cikán s Věrou Ferbasovou a Hugo Haasem v hlavních rolích.

## Děj
Zámožný továrník Pavel Haken je starý mládenec a tak jeho matka shání vhodnou nevěstu. Pavlovi se však do ženění moc nechce a tak před vdavekchtivými dívkami utíká, jak jen může. Rozhodne se strávit letní dovolenou na samotě uprostřed lesů ve své chatě. „Na samotě“ jen se svojí matkou, sluhou Václavem a psem Ferdou. Osud (a také Pavlova matka) ovšem zapříčiní, že nedaleko od chaty rozbije svůj tábor TOŽK – tenisový odbor ženského klubu, jehož členkami jsou některé Pavlovy ctitelky. Pavel chce okamžitě odjet pryč, ale pak se seznámí s kuchařkou Andulou a ta jeho plány změní. Pavel se zamiluje a po prázdninách se s Andulou ožení. Netuší, že se vsadila s bohatými slečinkami z TOŽKu, že ho získá pro sebe a vyhrála díky tomu 30 000 korun. Po návratu ze svatební cesty po Evropě se Pavel o sázce dozví v telefonátu bývalých zhrzených ctitelek. Pavel se na Andulu kvůli sázce rozzlobí a ve vzteku ji vyhodí z domu. Andula odejde a vrací se do bytu svého otce, najme si krámek v tomto domě a z vyhraných peněz si vybuduje parfumerii. Obchod se jí daří a když ji po delším čase navštíví Pavlova matka, nestačí se divit. Z Anduly se stala nejen úspěšná obchodnice, ale i matka Pavlových synů – dvojčat. Pavel se s Andulou smíří a přijímá ji zpátky k sobě.

## Obsazení
| Věra Ferbasová    | Andula Mráčková                 |
| Hugo Haas         | továrník Pavel Haken            |
| Růžena Šlemrová   | Pavlova matka                   |
| Václav Trégl      | sluha u Hakenů Václav           |
| Saša Rašilov      | taxikář Mráček, otec Anduly     |
| Stanislav Neumann | Tonda Mráček, bratr Anduly      |
| Vlasta Hrubá      | Sylvie Šímová                   |
| Fanda Mrázek      | tramp                           |
| Milada Smolíková  | kuchařka Kristýnka, teta Anduly |
| Anna Steimarová   | ředitelka ženského klubu        |
| Eva Prchlíková    | dcera Kalousových Gisela        |

Dále hrají: Milada Gampeová (Sylviina matka), Gustav Hilmar (ředitel Richard Kalous), Marie Grossová (Kalousova žena), Dagmar Vondrová (přítelkyně Sylvie), Miloš Šubrt (taxikář), Bolek Prchal (taxikář), Jan W. Speerger (taxikář), Elsa Vetešníková (Mráčkova sousedka), Ladislav Janeček (tramp), Leopold Horešovský (listonoš), Dora Martinová (komorná), Růžena Kurelová (divačka ohňostroje), Marie Oliaková (divačka ohňostroje), Vlasta Kasalická (miminko-dvojče), Jitka Kasalická (miminko-dvojče)

## Tvůrci a štáb
- Režie: Miroslav Cikán
- Námět: Olga Scheinpflugová
- Scénář: Josef Neuberg, Jaroslav Mottl
- Kamera: Ferdinand Pečenka, Karel Degl
- Vedoucí výroby: Jan Sinnreich
- Hudba: Jiří Julius Fiala, Jára Beneš
- Nahrál: Orchestr F.O.K. (řídil Jiří Julius Fiala)
- Architekt: Štěpán Kopecký
- Střih: Antonín Zelenka
- Zvuk: František Šindelář, Josef Zora
- Dále spolupracovali: Antonín Kubový (asistent režie), František Nestler (výprava), Štěpán Dušánek a Marie Holanová (kostýmy), Josef Kobík a František Rous (masky), Willy Ströminger (fotoreportér)

## Produkční a technické údaje
- Začátek natáčení: 9. září 1938
- Konec natáčení: 29. října 1938
- Copyright: 1938
- Premiéra: 2. prosince 1938 (Pražská kina Blaník a Světozor)
- Výroba: Moldavia
- Distribuce: Moldavia
- Formát: černobílý – 35 mm – 1,37:1 – Tobis-Klang
- Jazyk: čeština
- Žánr: komedie
- Délka: cca 84 minut (2 415 metrů)
- Ateliéry: AB Barrandov